# Shannon Murphy
Shannon Murphy (...) è una regista australiana.

## Biografia
Cresciuta ad Hong Kong, Shannon Murphy si è laureata in regia all'Australian Film, Television and Radio School.
Nel 2014 il suo cortometraggio Kharisma è stato mostrato al Festival di Cannes. Nel 2019 ha diretto il film Babyteeth, accolto positivamente dalla critica e grazie al quale ha vinto come Miglior regista agli AACTA Awards 2020, venendo inoltre candidata nella medesima categoria ai BAFTA Awards 2021.
Ha diretto anche episodi di numerose serie televisive, come Killing Eve.

## Filmografia

### Cinema
- Babyteeth - Tutti i colori di Milla (Babyteeth) (2019)

### Televisione
- Being Brendo - serie TV, 1 episodio (2013)
- Love Child – serie TV, 2 episodi (2017)
- Offspring – serie TV, 4 episodi (2016-2017)
- Sisters – serie TV, 2 episodi (2017)
- Rakes - serie TV, 2 episodi (2018)
- On the Ropes – miniserie TV, 4 puntate (2018)
- Killing Eve – serie TV, 2 episodi (2020)
- Ragazze elettriche (The Power) – serie TV, episodi 1x04-1x07 (2023)
- Dave – serie TV, episodi 3x05-3x09 (2023)
- Dope Girls – serie TV, episodi 1x01-1x02-1x03 (2025)
- Dying for Sex – miniserie TV, 6 puntate (2025)